# Svetlana Školina
Svetlana Vladimirovna Školina (rusko Светлана Владимировна Школина), ruska atletinja, * 9. marec 1986, Jarcevo, Sovjetska zveza.
Nastopila je na poletnih olimpijskih igrah v letih 2008 in 2012, ko je osvojila bronasto medaljo v skoku v višino, leta 2008 je bila štirinajsta. Na svetovnih prvenstvih je osvojila naslov prvakinje leta 2013.